# Nicolás Domínguez
Nicolás Martín Domínguez (* 28. června 1998) je argentinský profesionální fotbalista a bývalý reprezentant, který hraje na pozici středního záložníka za anglický klub Nottingham Forest FC.

## Klubová kariéra

### Vélez Sarsfield
Domínguez odehrál svůj první profesionální zápas za Vélez Sarsfield při vítězství 3:2 nad Estudiantes v 15. utkání argentinské Primera División 2016/17 pod vedením trenéra Omara De Felippeho. Svůj první gól vstřelil při vítězství 3:0 nad Tigre ve 27. utkání této sezóny.

### Bologna
Dne 30. srpna 2019 podepsal smlouvu s italským klubem Bologna FC 1909, ale na zbytek roku 2019 byl zapůjčen zpět do Vélez Sarsfield. Domínguez debutoval za Bolognu jako náhradník 12. ledna při prohře 0:1 na hřišti Turína. Svůj první start za klub v základní sestavě si připsal 19. ledna při domácí remíze 1:1 proti Hellasu Verona.

### Nottingham Forest
Dne 1. září 2023 podepsal Domínguez s Nottinghamem Forest z Premier League pětiletou smlouvu výměnou za Rema Freulera. Svůj debut si odbyl koncem téhož měsíce na hřišti Manchesteru City. 1. října vstřelil Domínguez svůj první gól za Nottingham Forest při remíze 1:1 s Brentfordem.

## Reprezentační kariéra
Domínguez debutoval za argentinskou reprezentaci 5. září 2019 v přátelském utkání proti Chile, když v 67. minutě nahradil Rodriga De Paula.

## Statistiky

### Klubové
Platí k zápasu hranému 10. listopadu 2024.
| Klub              | Sezóna            | Liga              | Liga   | Liga | Národní pohár | Národní pohár | Ligový pohár | Ligový pohár | Celkově | Celkově |
| Klub              | Sezóna            | Soutěž            | Zápasy | Góly | Zápasy        | Góly          | Zápasy       | Góly         | Zápasy  | Góly    |
| ----------------- | ----------------- | ----------------- | ------ | ---- | ------------- | ------------- | ------------ | ------------ | ------- | ------- |
| Vélez Sarsfield   | 2016/17           | Primera División  | 12     | 1    | 0             | 0             | —            | —            | 12      | 1       |
| Vélez Sarsfield   | 2017/18           | Primera División  | 24     | 0    | 4             | 0             | —            | —            | 28      | 0       |
| Vélez Sarsfield   | 2018/19           | Primera División  | 25     | 3    | 1             | 0             | —            | —            | 26      | 3       |
| Vélez Sarsfield   | 2019/20           | Primera División  | 14     | 5    | 4             | 0             | —            | —            | 18      | 5       |
| Vélez Sarsfield   | Celkově           | Celkově           | 75     | 9    | 9             | 0             | —            | —            | 84      | 9       |
| Bologna           | 2019/20           | Serie A           | 16     | 0    | 0             | 0             | —            | —            | 16      | 0       |
| Bologna           | 2020/21           | Serie A           | 28     | 1    | 2             | 0             | —            | —            | 30      | 1       |
| Bologna           | 2021/22           | Serie A           | 28     | 0    | 1             | 1             | —            | —            | 29      | 1       |
| Bologna           | 2022/23           | Serie A           | 31     | 3    | 3             | 0             | —            | —            | 34      | 3       |
| Bologna           | Celkově           | Celkově           | 103    | 4    | 6             | 1             | —            | —            | 109     | 5       |
| Nottingham Forest | 2023/24           | Premier League    | 26     | 2    | 3             | 1             | 0            | 0            | 29      | 3       |
| Nottingham Forest | 2024/25           | Premier League    | 9      | 0    | 0             | 0             | 1            | 0            | 9       | 0       |
| Nottingham Forest | Celkově           | Celkově           | 34     | 2    | 3             | 1             | 1            | 0            | 38      | 3       |
| Celkově v kariéře | Celkově v kariéře | Celkově v kariéře | 212    | 15   | 18            | 2             | 1            | 0            | 231     | 17      |

### Reprezentační
Platí k zápasu hranému 16. listopadu 2021.
| Národní tým | Rok     | Zápasy | Góly |
| ----------- | ------- | ------ | ---- |
| Argentina   | 2019    | 5      | 1    |
| Argentina   | 2020    | 3      | 0    |
| Argentina   | 2021    | 3      | 0    |
| Celkově     | Celkově | 11     | 1    |

#### Reprezentační góly
Skóre a výsledky Argentiny jsou vždy zapsány jako první. Góly Nicoláse Domíngueze jsou zvýrazněny.
| Gól | Datum          | Místo                                        | Soupeř  | Skóre | Výsledek | Soutěž          |
| --- | -------------- | -------------------------------------------- | ------- | ----- | -------- | --------------- |
| 1.  | 13. října 2019 | Estadio Martínez Valero, Alicante, Španělsko | Ekvádor | 5:1   | 6:1      | Přátelský zápas |

## Úspěchy
Argentina
- Copa América: 2021
- Superclásico de las Américas: 2019

### Individuální
- Nejlepší záložník Primera División: 2018/19
- Tým roku Primera División: 2018/19